# TGV
Train à grande vitesse, viết tắt TGV, là hệ thống tàu tốc hành của Pháp, sử dụng động cơ điện và hệ thống điện cao áp nhằm đạt được vận tốc tối đa tới 320 km/h.
Hệ thống TGV được xây dựng vào năm 1981 bởi hai công ty SNCF và Alstom, thay thế cho hệ thống tàu điện liên tỉnh cũ. Tính tới năm 2017, khoảng 2.600 km đường sắt đã được hoạt động tại Pháp, góp phần biến quốc gia này trở thành mạng lưới đường sắt lớn nhất Châu Âu và lớn thứ tư thế giới, chỉ sau Trung Quốc, Hàn Quốc và Nhật Bản. Alstom sau đó phụ trách việc xây dựng, mở rộng hệ thống và hiện đại hóa các dịch vụ (với sự đầu tư từ Bombardier Transport). Hệ thống máy và động cơ được sản xuất tại Belfort, đầu kéo được sản xuất tại Aytré, và các linh kiện khác được Alstom sản xuất rải rác tại nhiều địa điểm khác trên nước Pháp.
TGV thường được cấu trúc với hai đầu máy độc lập, chạy trên hệ thống đường ray lắp ghép với từ 8-10 toa. Những chiếc tàu TGV TMST trong khuôn khổ dự án Eurostar lại có những thiết kế khác, do những yêu cầu đặc biệt đáp ứng với việc chạy ngầm xuyên qua eo biển Manche.
Sau khi loại bỏ hệ thống TGV cỡ nhỏ (TGV postal) vào năm 2015 do Hãng bưu chính quốc gia La Poste sử dụng để nối hai điểm Paris và Cavaillon, ngày nay tất cả các tàu TGV của Pháp chỉ còn phục vụ vận tải hành khách. Công ty đường sắt quốc gia SCNF đặt tên dịch vụ này là TGV inOui và Ouigo và chia sẻ hệ thống đường sắt này cùng nhiều đối tác khác. TGV được khai thác bởi SNCF, các đối tác châu Âu của SNCF (Eurostar và Thalys), và các công ty vận tải trong nước (Lyria, Alleo và Renfe-SNCF en Coopération). Những máy móc thanh lý của TGV Pháp hiện đang được sử dụng tại Hàn Quốc, Hoa Kỳ và Tây Ban Nha, tuy nhiên đã được cải tiến với những dịch vụ mới không liên quan tới máy móc ban đầu.
Kỷ lục tốc độ xe lửa nhanh nhất thuộc về chiếc TGV thử nghiệm chạy ngày 3 tháng 4 năm 2007, đạt vận tốc 574,8 km/h.

## Lịch sử

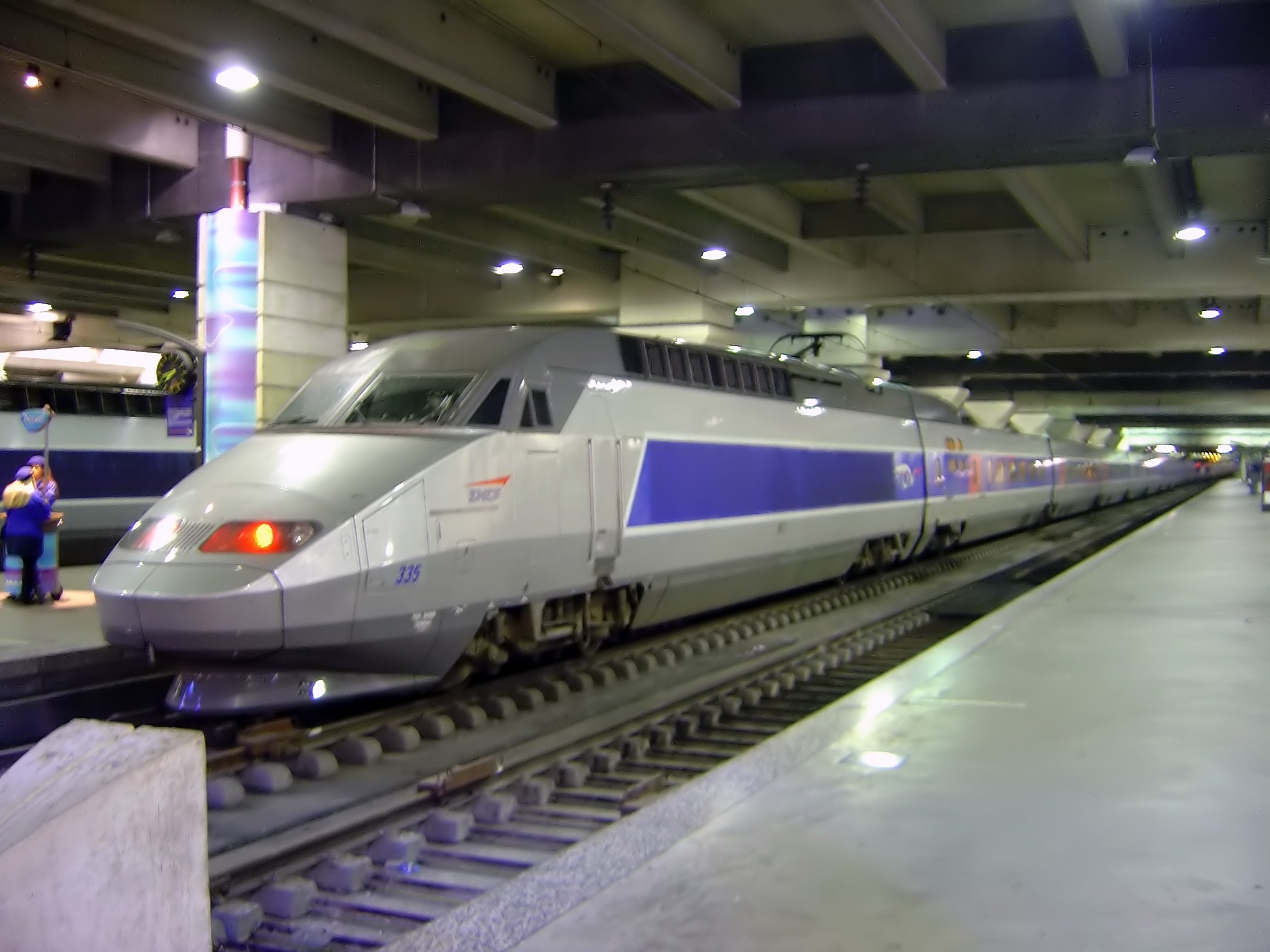
Tàu TGV trong ga Montparnasse.

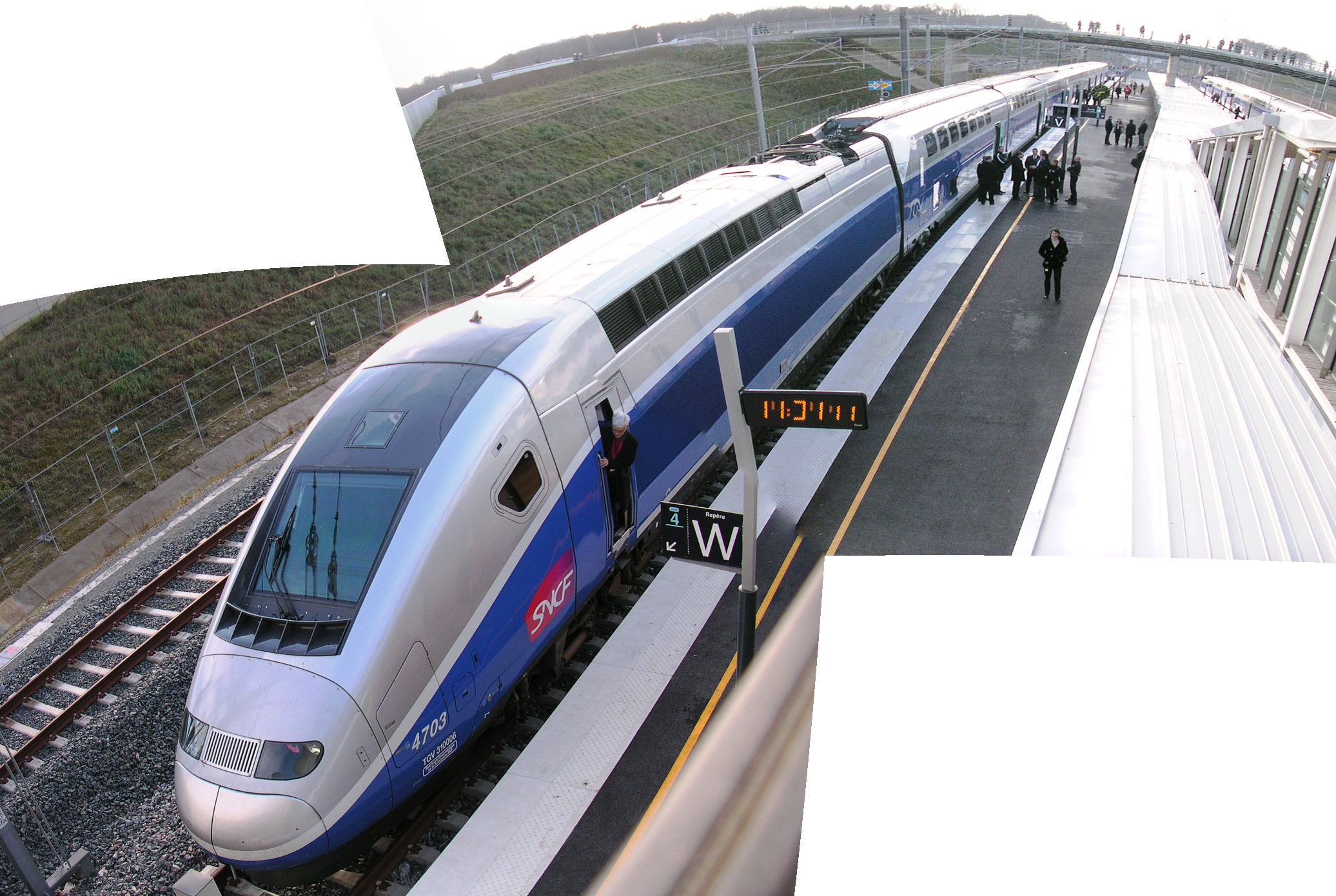
TGV Euroduplex (2N2)

Sau lần vận hành đầu tiên vào năm 1981 từ Paris tới Lyon, mạng lưới TGV với trung tâm là Paris ngay càng được mở rộng nối liền các thành phố của nước Pháp, được lựa chọn cho những tuyến đường sắt huyết mạch.
Sự thành công của tuyến đường sắt đầu tiên kéo theo nhanh chóng sư mở rộng của mạng lưới, cùng với sự xây cất nhiều tuyến đường TGV về phía nam, phía tây, phía bắc nước Pháp. Với sự thành công ở Pháp, nhiều nước láng giềng Pháp (như là Bỉ, Ý, Thụy Sĩ) đã nối liền các tuyến đường sắt với Pháp. TGV cũng nối liền Đức và Hà Lan từ nút đường sắt của Bruxelles-Midi ở Bỉ dưới tên Thalys, và Anh quốc dưới tên Eurostar từ điểm xuất phát là Paris-Nord và Bruxelles-Midi. Rất nhiều tuyến TGV đang được lên kế hoạch ở Pháp để nối liền các địa danh quốc tế.
Nhiều loại tàu điện phát triển từ TGV đã lăn bánh ở Hàn Quốc (KTX), ở Tây Ban Nha (AVE) và ở Mỹ (Acela).
Từ ngày khánh thành tuyến đầu tiên (1981) đến ngày 28 tháng 11 năm 2003, TGV đã chuyên chở một tỷ lượt khách. Con số hai tỷ được mong đợi vào năm 2010, tuy nhiên phải tới năm 2013 mới đạt mục tiêu này do số lượng người sử dụng TGV sụt giảm trong thập niên 2010.

## Kỹ thuật
TGV có thể phục vụ với vận tốc lên tới 320 km/h. Để đạt vận tốc cao, TGV phải sử dụng đường ray đặc biệt, ở đó những đường ray vòng được nâng cao, và hàng loạt những cải tiến cho phép tàu lăn bánh ở tốc độ cao. Những cải tiến này về cơ bản bao gồm:
- Mô tơ điện công suất lớn
- Trọng tâm của tàu phải thấp
- Hình dáng khí động học
- Những chỗ móc nối đảm bảo
- Tín hiệu hỗ trợ cho lái tàu khi không thể quan sát được hai bên lúc tàu chạy với vận tốc cao.

TGV được chế tạo bởi Alstom, lắp đặt bởi Bombardier, và một số công ty phụ trách sửa chữa và bảo dưỡng.

## Ưu thế
Tuy nhiên TGV không thực sự mang lại lợi nhuận cho SNCF, công ty đường sắt quốc gia khai thác hệ thống.
TGV chiếm ưu thế so với máy bay trong việc lưu thông giữa các thành phố (mà khoảng cách dưới 1.000 km), nhờ vào thời gian nhanh (đặc biệt khi hành trình dưới ba giờ đồng hồ), thủ tục đăng ký đơn giản, sắp xếp hành lý nhanh hơn, và vị trí của nhà ga là ở trung tâm của thành phố. Hơn nữa, việc dùng TGV là an toàn, chưa một tai nạn nào từ khi ra mắt năm 1981.